# Sốt chuột cắn
Sốt chuột cắn là hiện tượng sốt ở người gây ra bởi vết cắn của các loài gặm nhấm, thông thường là chuột, từ đó truyền vi khuẩn và gây bệnh. Nếu vô tình bị chuột cắn phải sẽ rất nguy hiểm. Vết cắn chứa nước bọt của chuột có thể mang căn bệnh sốt do chuột cắn. Căn bệnh này do các loại vi khuẩn sống trong nước bọt của chuột gây ra. Theo vết cắn, nhiễm vào máu và gây nên hiện tượng sốt. Sau 2-10 ngày bị chuột cắn sẽ phát bệnh. Người bệnh sẽ có triệu chứng sốt, nôn mửa, đau khớp, đau cơ, xuất hiện hồng ban hoặc xuất huyết dưới da. Ở Việt Nam, chuột hoành hành ở nhiều nơi, ban đêm là thời điểm để chúng lộng hành và cắn người.

## Đại cương
Bệnh sốt do chuột cắn là một bệnh khá hiếm gặp, được biết đến bởi tính chất đặc trưng theo từng vùng khác nhau trên thế giới. Phần lớn các bệnh nhân có biểu hiện triệu chứng mức độ nhẹ và đáp ứng tốt với các thuốc kháng sinh thông thường, nhưng có thể dẫn đến những biến chứng nặng và tử vong (tỉ lệ khoảng 13%) nếu như không được điều trị. Biến chứng có thể xảy ra như: Viêm nội tâm mạc, viêm màng não, nhồi máu cơ tim, viêm gan, viêm màng phổi, viêm màng tinh hoàn, thiếu máu nặng. Đây được gọi là bệnh Sodoku, một dạng nhiễm độc do xoắn khuẩn từ máu của bệnh nhân có tên là Spirillum minus.
Bệnh có thời gian ủ bệnh trong vòng từ 5 ngày - 4 tuần. Khi khởi phát, bệnh nhân có biểu hiện sốt cao 39-40C, ớn lạnh, sốt thành từng cơn, không có tính chu kỳ. Ở chỗ bị cắn, các tổn thương ngoài da có thể tự khỏi, nhưng phần lớn các trường hợp xuất hiện ban, xuất huyết hoại tử tại chỗ và có phản ứng của hạch khu vực. Trong quá trình bị bệnh, bệnh nhân có thể có các biểu hiện đau cơ, đau khớp, viêm khớp. Trong trường hợp nặng, bệnh nhân có thể đau đầu, ảo giác, mê sảng dẫn đến hôn mê.
Khi bị nhiễm Hantavirus, bệnh nhân có triệu chứng sốt cao 3 – 5 ngày, có khi sốt kéo dài 4 – 6 tuần. Từ khi nhiễm Hantavirus đến khi phát bệnh khoảng 9 – 35 ngày, nhưng đa số từ 9 – 24 ngày. Bệnh có biểu hiện qua 4 thời kỳ: sốt, đau cơ lớn (các cơ vai, đùi, lưng), người gai lạnh, suy nhược, đau đầu, chán ăn, buồn nôn, có khi nôn, đau bụng (tăng dần) và tiêu chảy. Trường hợp bệnh diễn tiến nặng, nếu phát hiện muộn, bệnh nhân có thể tử vong (tỷ lệ tử vong từ 6 – 10%) do suy hô hấp, suy tim, suy thận phải.

## Mầm bệnh
Chuột và loài gặm nhấm được xem là ổ chứa virus Hanta lây từ chuột sang người thông qua đường hô hấp do hít phải các chất bài tiết thải ra từ chuột hay bị chuột cắn, qua niêm mạc mắt và miệng, do nước hoặc thức ăn bẩn đã bị nhiễm Hantavirus trước đó, kể cả khi chết xác chuột vẫn còn phóng thích Hantavirus. Vi rút này có trong nước tiểu, phân, nước bọt của loài gặm nhấm như chuột nuôi làm cảnh (chuột cảnh), chuột ở phòng thí nghiệm (chuột bạch), chuột đồng, chuột cống. Do đó, bắt chuột đồng cũng dễ mắc vi rut này.
Các virus từ vết cắn của chuột gồm: virus Hantavirus. Đây là loại virus không gây bệnh trên cơ thể chuột. Nhưng khi chúng bị nhiễm virus này sẽ thải qua phân, nước tiểu, nước dãi thông qua vết cắn, tiếp xúc trực tiếp với dịch chuột thải ra, khi tiếp xúc với người sẽ gây nên bệnh. Bệnh này gồm viêm phổi do virus Hanta và sốt xuất huyết kèm theo suy thận. Bệnh Vàng da xuất huyết gây ra bởi xoắn khuẩn Leptospira, do đó nó còn được gọi với tên gọi khác là Leptospirose-Hantavirus pulmonary syndrome (HPS)). Con đường lây nhiễm của nó cũng thông qua đường phân, nước tiểu, vết cắn và dịch của chuột thải ra. Bệnh có triệu chứng sốt, vàng da, vàng mắt, sưng huyết kết mạc, đau cơ, nổi hồng ban. Ngoài ra còn bệnh Sốt Haverhill nguy hiểm.